# セサミストリート: 世界の国からハッピーニューイヤー
『セサミストリート: 世界の国からハッピーニューイヤー』（Sesame Street Stays Up Late!）は、アメリカ合衆国のPBSで1993年12月29日に放送された『セサミストリート』の大晦日の特別番組。
日本では1994年1月1日（元旦）にNHK教育の11:00 - 11:55（JST）にて日本語吹き替え版で放送された。この番組では、世界の国のマペットが登場している。

## ストーリー
セサミストリートの仲間たちは、大晦日の準備で大忙し。しかしながら、テリーは大晦日のことをよく知らなかったのだ。そこでセサミストリートから、世界の仲間たちがやってきた！

## 出演者
| マペット                 | 担当俳優                                               | 日本語吹替       |
| ------------------------ | ------------------------------------------------------ | ---------------- |
| エルモ                   | ケビン・クラッシュ                                     | 三ツ矢雄二       |
| ビッグバード             | キャロル・スピニー                                     | 水島裕           |
| オスカー                 | キャロル・スピニー                                     | 江原正士         |
| オスカーのママ           | マーティン・ロビンソン                                 | 小宮和枝         |
| オスカーのパパ           | フランク・オズ                                         | 山寺宏一         |
| クッキーモンスター       | フランク・オズ                                         | 不明             |
| グローバー               | フランク・オズ                                         | 山寺宏一         |
| ゾーイ                   | フラン・ブリル                                         | 井上喜久子       |
| プレーリー・ドーン       | フラン・ブリル                                         | 木藤聡子         |
| カウント伯爵             | ジェリー・ネルソン                                     | 江原正士         |
| ロジータ                 | カルメン・オスバー                                     | 小宮和枝         |
| ベビーベア               | デヴィッド・ラッドマン                                 | 高木渉           |
| テリー                   | マーティン・ロビンソン                                 | 玄田哲章         |
| スナッフィー             | マーティン・ロビンソン ブライアント・ヤング (終盤のみ) | 島香裕           |
| アーニー                 | スティーヴ・ホイットマイア                             | 不明             |
| エルモの助               | ケビン・クラッシュ                                     | 三ツ矢雄二       |
| いとこのペペ             | ケビン・クラッシュ                                     | 大塚芳忠         |
| フーフリック             |                                                        | 山寺宏一         |
| シャーローム・キッピー   |                                                        | 木藤聡子         |
| ティタ                   | アイビー・オースティン                                 | 木藤聡子         |
| ティッフィー             |                                                        | 小宮和枝         |
| サムソン                 |                                                        | 島香裕           |
| フィンチェン             |                                                        | 江原正士         |
| ビヨンネ・ベットジェント | ケビン・クラッシュ                                     | 高木渉           |
| マックス・メッカー       | ジム・マーティン                                       | 島香裕           |
| アルファ                 | パム・アルシエロ                                       | 木藤聡子         |
| 登場人物                 | 担当俳優                                               | 日本語吹替       |
| ボブ                     | ボブ・マグラス                                         | 山寺宏一         |
| ゴードン                 | ロスコー・オーマン                                     | 大塚芳忠         |
| スーザン                 | ロレッタ・ロング                                       | 小宮和枝         |
| ルイス                   | エミリオ・デルガード                                   | 金尾哲夫         |
| マリア                   | ソニア・マンザーノ                                     | 滝沢久美子       |
| ジーナ                   | アリソン・バートレット                                 | 榊原良子         |
| セビアン                 | セビアン・グローバー                                   | 鳥海勝美         |
| リンダ                   | リンダ・ボーヴ                                         | (手話のため無し) |
| ルーシー                 | ルース・バジー                                         | 一柳みる         |
| セリーナ                 | アネット・カルド                                       | さとうあい       |
| アンジェラ               | エンジェル・ジェモット                                 | 滝沢久美子       |
| ジャマール               | ジョージョー・パパイラー                               | 長嶋雄一         |
| アーネスティン           | リリー・トムリン                                       | 神代知衣         |
| カルロ                   | カルロ・アルバン                                       | 井上喜久子       |
| タラ                     | タラ・シェーファー                                     | 神代知衣         |

## 日本語版スタッフ
- お正月 アレンジ・演奏 - 武島伸&小山哲朗 歌 - お餅を付く女の子(不明)
- 共同制作 - チルドレンズ・テレビジョン・ワークショップ、NHK